# Atheris ceratophora
Atheris ceratophora là một loài rắn trong họ Rắn lục. Loài này được Werner mô tả khoa học đầu tiên năm 1896.